# Boulevard de Bonne-Nouvelle
Il boulevard de Bonne-Nouvelle  è uno dei boulevard di Parigi. Si trova al confine tra il II e il X arrondissement di Parigi e fa parte dei quartieri Porte-Saint-Denis e Bonne-Nouvelle.
Prende il nome dalla chiesa di Notre-Dame-de-Bonne-Nouvelle, situata nelle vicinanze.
Inizia dalla rue Saint-Denis e termina in rue Poissonnière, con una lunghezza di 347 metri. 
La costruzione del boulevard venne ordinata nel 1676 con lettera patente del re Luigi XIV in sostituzione di un tratto della cinta muraria di Parigi, costruita da Luigi XIII e divenuta obsoleta.
È servito dalla stazione del Metro Bonne Nouvelle (linee 8 e 9).